# Малґожатув
Малґожатув (пол. Małgorzatów) — село в Польщі, у гміні Рава-Мазовецька Равського повіту Лодзинського воєводства.
Населення — 36 осіб (2011).
У 1975-1998 роках село належало до Скерневицького воєводства.

## Демографія
Демографічна структура станом на 31 березня 2011 року:
|          | Загалом | Допрацездатний вік | Працездатний вік | Постпрацездатний вік |
| -------- | ------- | ------------------ | ---------------- | -------------------- |
| Чоловіки | 17      | 4                  | 8                | 5                    |
| Жінки    | 19      | 6                  | 6                | 7                    |
| Разом    | 36      | 10                 | 14               | 12                   |